# Fatehganj Purvi
Fatehganj Purvi is een nagar panchayat (plaats) in het district Bareilly van de Indiase staat Uttar Pradesh. 

## Demografie
Volgens de Indiase volkstelling van 2001 wonen er 7.706 mensen in Fatehganj Purvi, waarvan 54% mannelijk en 46% vrouwelijk is. De plaats heeft een alfabetiseringsgraad van 43%.